# Безимена звезда
„Безимена звезда“ је југословенски филм из 1969. године. Режирао га је Јован Коњовић, а сценарио је писао Александр Кмелик.

## Улоге
| Глумац         | Улога |
| -------------- | ----- |
| Милена Дравић  |       |
| Славка Јеринић |       |
| Никола Симић   |       |
| Стево Жигон    |       |